# Doppelband-Rennvogel
Der Doppelband-Rennvogel (Rhinoptilus africanus, Syn.: Smutsornis africanus) ist eine Limikolenart, die zur Familie der Brachschwalbenartigen (Glareolidae) gehört.
Er kommt in Subsahara-Afrika vor in Äthiopien, Angola, Botswana, Dschibuti, Eritrea, Kenia, Namibia, Somalia, Südafrika und Tansania.
Der Lebensraum umfasst semiaride, steinige, kahle offene buschbestandene Flächen, Wüste unterhalb von 1800 m Höhe. In Äthiopien kommt die Art teilweise zusammen mit dem Somalirennvogel (Cursorius somalensis) und dem Temminckrennvogel (Cursorius temminckii) vor.
Der Artzusatz bezieht sich auf Afrika.

## Merkmale
Dieser Vogel ist 20 bis 24 cm groß und wiegt zwischen 69 und 104 g. Dieser weißlich gefiederte Rennvogel hat zwei deutlich abgegrenzte, schmale schwarze Brustbänder. Kopf, Hals und Nacken sind sandfarben hell mit cremefarbigem Überaugenstreif, Schnabel und Auge sind dunkel. Die Oberseite ist auffallend geschuppt, die dunklen Rückenfedern und Flügeldecken haben breite cremefarbige Ränder. Der Schwanz und die Beine sind hell.
Im Fluge fällt ein breites rotbraunes Band auf der Flügelunterseite auf, ein weißer, ungestreifter Rumpf und kastanienbraune innere Handschwingen und Armschwingen von den dunklen äußeren Handschwingen abgesetzt. Von anderen Rennvögeln unterscheidet die Art sich durch das doppelte Brustband, die geschupptere Oberseite und die zimtfarbenen Flugfedern, außerdem ist sie kleiner und weist kein kontrastierendes Kopfmuster auf. Jungvögel haben erst ab dem dritten Monat kastanienbraune Brustbänder. Die Unterarten unterscheiden sich in der Gefiederfärbung.

## Geografische Variation
Es werden folgende Unterarten anerkannt:
- R. a. raffertyi Mearns, 1915, – Eritrea, Ostäthiopien und Dschibuti, sehr dunkel graubrauner Mantel
- R. a. hartingi Sharpe, 1893, – Südostäthiopien und Somalia, auf der Oberseite Federn mit cremefarbener Berandung und zimtfarbenem Zentrum
- R. a. gracilis (G. A. Fischer & Reichenow, 1884), – Kenia und Tansania, klein, dunkel und grau mit rotbrauneren Handschwingen
- R. a. bisignatus (Hartlaub, 1865), – Südwestangola, kleiner als die Nominatform, mehr rotbraun auf der Oberseite, Kehle leicht gestrichelt
- R. a. erlangeri Niethammer & Wolters, 1966, – Nordwestnamibia
- R. a. traylori Irwin, 1963, – Namibia bis Nordostbotswana, blasser und grauer
- R. a. africanus (Temminck, 1807), Nominatform, – Osten Namibias, Botswana und Norden Südafrikas
- R. a. granti W. L. Sclater, 1921, – Westen Südafrikas, dunkelbrauner Mantel

## Stimme
Der Ruf wird als schrilles schnelles Trillern ähnlich dem Wassertriel (Burhinus vermiculatus) in ein scharfes „keek-eek“ übergehend beschrieben sowie als dünne, abfallende und ansteigende „teeu-wee“ Pfeiflaute, auch als wiederholtes „kee-kee“, meist in der Nacht. Während der Balzzeit ruft das Männchen „trikritkrititkrik“ und das Weibchen „peee-pi-pi-pi-pi-…“.

## Lebensweise
Die Nahrung besteht aus Insekten, besonders Erntetermiten (Hodotermes mossambicus), die in typischer Rennvogelart erbeutet werden. In Südafrika wurde der Vogel zusammen mit dem Löffelhund (Otocyon megalotis) bei der Jagd gesichtet. Er ist nachts, aber auch während der Abend- und Morgendämmerung aktiv.
Die Brutzeit liegt zwischen Februar und Juli in Somalia, zwischen April und Juni in Äthiopien, in Ostafrika je nach Regenzeit, in Südafrika hauptsächlich zwischen Oktober und November. Der Vogel lebt monogam, das Gelege besteht aus einem einzelnen, blass gelblich bis cremeweißen Ei mit dunklen Flecken, das direkt auf den Untergrund gelegt wird. Beide Elternvögeln brüten über 26 bis 28 Tage.

## Gefährdungssituation
Die Art gilt als nicht gefährdet (Least Concern).